# Ancistrocheirus lesueurii
Ancistrocheirus lesueurii е вид главоного от семейство Ancistrocheiridae. Видът не е застрашен от изчезване.

## Разпространение
Разпространен е във Вануату, Индия, Канада, Мексико, Намибия, Перу, Португалия (Азорски острови) и САЩ.